# Kowale (Częstochowa)
Pour les articles homonymes, voir Kowale.
Kowale est une localité polonaise de la gmina de Konopiska, située dans le powiat de Częstochowa en voïvodie de Silésie.